# Соболь Юрій Олексійович
Юрій Олексійович Соболь (рос. Юрий Алексеевич Соболь, нар. 19 березня 1966 р.) — радянський та російський футболіст, нападник, півзахисник.

## Кар'єра
З 1983 по 1984 рік виступав за «Кубань», провів 27 матчів, забив 1 м'яч. З 1985 по 1986 грав за зрістовський СКА, у 24 зустрічах відзначився 1 голом, після чого в 1987 році повернувся в «Кубань», де потім до 1991 року провів 142 матчі і забив 23 м'ячі.
З 1991 по 1992 рік виступав за грузинський клуб ««Самтредія»», за який в 33 іграх забив 17 голів. 28 березня 1992 року провів 1 зустріч за українську «Ворсклу», після чого знову повернувся в «Кубань», де зіграв 11 матчів і забив 3 м'ячі в Вищій лізі Росії.
З 1993 по 1994 рік виступав за камишинський «Текстильник», в його складі провів 26 матчів і забив 3 голи в чемпіонаті Росії. Сезон 1994 року догравав в «Ладі», де в 19 зустрічах відзначився 4 голами.
З 1995 по 1996 рік знову грав за «Ворсклу», провів 50 матчів, забив 24 голи. З 1997 по 1998 рік зіграв 28 зустрічей і забив 2 м'ячі у складі клубу «Кремень» у чемпіонаті, і 1 гру провів у Кубку України.

## Статистика
| Роки    | Команда               | Чемп    | Кубок |
| ------- | --------------------- | ------- | ----- |
| 1983    | Кубань (Краснодар)    | 8 (0)   | -     |
| 1984    | Кубань (Краснодар)    | 19 (1)  | 2 (0) |
| 1985    | СКА (Ростов-на-Дону)  | 6 (0)   | 1 (0) |
| 1986    | СКА (Ростов-на-Дону)  | 18 (1)  | 2 (0) |
| 1987    | Кубань (Краснодар)    | 35 (7)  | 1 (0) |
| 1988    | Кубань (Краснодар)    | 34 (3)  | -     |
| 1989    | Кубань (Краснодар)    | 33 (5)  | -     |
| 1990    | Кубань (Краснодар)    | 34 (7)  | -     |
| 1991    | Кубань (Краснодар)    | 9 (1)   | 1 (1) |
|         | Самтредія             | 4 (0)   | -     |
| 1991-92 | Локомотив (Самтредія) | 29 (17) | -     |
| 1992    | Кубань (Краснодар)    | 11 (3)  | -     |
|         | Ворскла (Полтава)     | 1 (0)   | -     |
| 1993    | Текстильщик (Камишин) | 25 (3)  | 1 (0) |
| 1994    | Текстильщик (Камишин) | 1 (0)   | -     |
|         | Лада (Тольятті)       | 19 (4)  | -     |
| 1994-95 | Ворскла (Полтава)     | 18 (10) | -     |
| 1995-96 | Ворскла (Полтава)     | 31 (14) | -     |
| 1996-97 | Ворскла (Полтава)     | 1 (0)   | -     |
|         | Кремінь (Кременчук)   | 11 (0)  | -     |
| 1997-98 | Кремінь (Кременчук)   | 17 (2)  | 1 (0) |